# Union française des œuvres laïques d'éducation physique
 (mai 2020).
Si vous disposez d'ouvrages ou d'articles de référence ou si vous connaissez des sites web de qualité traitant du thème abordé ici, merci de compléter l'article en donnant les références utiles à sa vérifiabilité et en les liant à la section « Notes et références ».
L'Union française des œuvres laïques d'éducation physique (UFOLEP ou Ufolep) est une association loi de 1901 et la première fédération affinitaire multisports de France. Elle est l'un des secteurs sportifs associatifs de la Ligue de l'enseignement, mouvement d'éducation populaire.
En prônant le sport « autrement », elle a pour vocation d'en faire un outil citoyen, d'éducation et un vecteur d'émancipation et d'épanouissement personnel et collectif.

## Histoire
Créée en 1928, au sein de la Ligue de l'enseignement pour répondre aux attentes d'une partie des adhérents de l'époque, l'Union française des œuvres laïques d'éducation physique contribue, sous le Front populaire, à la mise en œuvre de la politique sportive menée par Léo Lagrange.
Sa commission scolaire, l'Union sportive de l'enseignement du premier degré (USEP), est reconnue en 1939 par un décret signé de Jean Zay.
Dissoute le 17 avril 1942 par le gouvernement de Vichy, avec confiscation de ses locaux et de ses biens, l'UFOLEP poursuit ses activités dans la clandestinité pour les reprendre au grand jour dès la Libération.
En 2015, elle réunit près de 380 000 licenciés (de tous âges et de tous niveaux).
En 2018, l'UFOLEP est la huitième fédération sportive de France avec 338 000 licenciés.
En 2021, l'association est descendue à la treizième place des fédérations sportives de France avec un peu plus de 320 000 adhérents,.

## Mission
L'UFOLEP est une fédération agréée par le ministère des Sports et membre du Comité national olympique et sportif français (CNOSF). Elle a pour vocation de fédérer des associations sportives, d'organiser et d'accompagner des rencontres, des compétitions départementales, régionales et nationales, tout en répondant aux attentes de plaisir, de convivialité, d'engagement et de performance de ses adhérents et pratiquants.
Elle présente une double identité et une double ambition de fédération multisports et de mouvement d'idées dans la société d'aujourd'hui et de demain.
Politiquement, l'UFOLEP s'inscrit dans les fondamentaux politiques et idéologiques de la Ligue de l'enseignement pour « contribuer à une meilleure prise en compte des enjeux et des problématiques de société » : elle prône des valeurs fortes (laïcité, solidarité, mixité, parité, égalité des genres, tolérance, fair-play…) au travers de la pratique sportive. Elle défend l'idée d'une pratique saine, festive et accessible à tous les publics. Pour ce faire, elle mobilise un important réseau de bénévoles et de professionnels associatifs sur l'ensemble du territoire.

## Structuration
L'UFOLEP est dotée d'un comité directeur (CD) et d'une direction technique nationale (DTN), où différents pôles se côtoient : sport-société, sport-éducation, vie fédérale et formation.
En 2015, elle réunit près de 380 000 licenciés (de tous âges et de tous niveaux). La fédération regroupe 8 500 associations, une centaine de délégations départementales et treize comités régionaux. Elle propose plus de 8 000 manifestations et évènements sportifs par an, publie une revue dédiée appelée En jeu et a développé une application mobile nommée Tout Terrain.
L'UFOLEP accueille également des volontaires en service civique notamment à travers le grand programme Volontaires tout terrain, créé conjointement avec la Ligue de l'enseignement.

## Activités

### Offres
- 130 activités sportives conviviales, adaptées pour tous les âges et tous les niveaux (sport en clubs, en ville, en nature, sport éveil pour les 0-3 ans, écoles de sports à partir de 6 ans…)
- Des activités de loisirs et/ou de compétitions
- De nombreuses activités d'éducation citoyenne à la santé (sport santé / bien-être, sport seniors, reprise du sport ou démarrage d'une activité physique), au sport pour tous (sport handicap, mixité), au développement durable (manifestations « sites propres » et éco-citoyennes)
- Des dispositifs propres à l'UFOLEP : 
  - le Playa Tour (tournée sportive des plages du littoral et des plans d'eau intérieurs en juillet-août),
  - le Raidy to Go (raid itinérant multisports éco-citoyen réservé aux 15-17 ans),
  - le plurisport, Toutes Sportives (programme destiné au public féminin),
  - la Bougeothèque (espace de création, d'expression, de jeux et d'éveil pour les 0-7 ans),
  - les Street Games (animations des city stades et découvertes / tournois de sports urbains),
  - Mam'En Sport (activités sportives pour les mères de famille),
  - la Semaine des Copains (un enfant licencié dans un club UFOLEP peut amener un(e) ami(e) pour lui faire découvrir sa discipline)…
- Du sport pour une insertion sociale et professionnelle avec la possibilité de passer le certificat de qualification professionnelle (CQP) - animateur de loisirs sportifs
- Des formations d'animateurs et de dirigeants (brevets fédéraux animateur et officiel dans le cadre du Plan national de formation)
- Des formations PSC1 pour le grand public
- Un appui des comités départementaux auprès des associations sportives via la politique fédérative.

### Principaux sports
- Sports collectifs : volley-ball, football, basket-ball, rugby, handball, hockey sur gazon, hockey sur glace, base-ball, futsal, kin-ball, korfbal , floorball et Football Américain.
- Activités aériennes : vol libre, ULM, parachutisme, cerf-volant et modélisme
- Sports de glisse : roller et glisse urbaine, patinage sur glace, caisse à savon, trottinette, ski nautique et surf
- Sports individuels : haltérophilie, musculation, force athlétique, échasses urbaines, running, athlétisme et activités physiques d'entretien
- Sports de raquette : tennis de table, badminton, tennis et squash
- Sports de nature : randonnée pédestre, ski et sports de neige, marche nordique, escalade, accrobranche, duathlon - triathlon, biathlon, course d'orientation, raids multisports et épreuves combinées, équitation, pêche, randonnée multi-activités et inter-crosse
- Sports aquatiques : natation, voile et activités nautiques, canoë-kayak, char à voile, water-polo et véhicules nautiques à moteur
- Activités cyclistes : activités cyclistes, cyclotourisme, VTT, bike trial, vélo couché, cyclo-cross, bicross et dirt
- Activités mécaniques : sports mécaniques moto, sports mécaniques auto et karting piste
- Sports de combat : canne de combat, arts martiaux, karaté, ju-jitsu, Viet Vo Dạo, judo, escrime, boxe éducative et boxe française, bâton français et luttes traditionnelles - kourach
- Activités d'expression : UFOMOVE, UFO'FIT, gymnastique artistique, gymnastique rythmique et sportive, gymnastique d'entretien - APE, double dutch, match d'improvisation théâtrale, éveil corporel, yoga, tai chi, trampoline, twirling bâton, danse et activités d'expression
- Sports de précision : tir à l'arc, pétanque, tir sportif, bowling, sarbacane, croquet, billard, arbalète, boules lyonnaises et golf.

## Personnalités
Né le 27 février 1943, Philippe Machu devient président de l'UFOLEP en 2000. Le 30 avril 2016, il est réélu avec plus de 90 % des votes.
En 2018, Arnaud Jean, secrétaire national de la Ligue de l'enseignement et président du comité Loiret, devient président de l'UFOLEP. Il succède à Philippe Machu, qui assumait cette fonction depuis 18 ans et reste élu du Comité directeur national. En avril 2021, il reçoit la confiance des électeurs pour un second mandat pour la période 2021-2024. L'homme de 49 ans a travaillé huit ans dans l'équipe technique nationale puis au ministère des Sports à partir de 2010, où il est adjoint à la cheffe du bureau de la communication. Depuis 2016, il est membre du comité directeur de l'UFOLEP. Arnaud Jean est également le premier adjoint au maire d'Ingré, près d'Orléans. En 2021, Philippe Machu est, quant à lui, élu président d’honneur après 18 ans de présidence et 50 ans de militantisme à l'UFOLEP.